# Henrique Möller
Henrique Möller ou Heinrich Möller (provavelmente nascido em Hamburgo, 1708 - Lisboa, Portugal, 18 de agosto de 1780) foi um rico negociante da Feitoria Hanseática da Bolsa de Lisboa e o patriarca da família Möller em Portugal.
Entre seus descendentes em Portugal, muitos destacaram-se no exercício de relevantes funções e por sua influência na sociedade lusitana.

## Família
Möller casou-se com a lisboeta D. Ana Doroteia Roocks (1735 - 1805) em 20 de maio de 1756, na cidade de Lisboa (São Julião).
Ela era filha de Jacob Roocks e D. Maria Elisabeth Holf, casal que migrou a Portugal por integrar o séquito de D. Maria Ana de Áustria, Rainha de Portugal, esposa do rei João V de Portugal.

### Filhos e Netos
O matrimônio entre Henrique e D. Ana deu-lhes três filhos que permitiu-lhes ter 22 netos e vasta descendência.:
- Anna Elizabeth ou Ana Isabel Möller (Lisboa,14/3/1757-21/7/1797): luterana, casou com João Guilherme Christiano Müller, em 19 de janeiro de 1779, tendo 5 filhos. Seu esposo foi Censor Régio por decreto da rainha Maria I de Portugal, diretor e sócio supranumerário da Academia Real das Sciencias de Lisboa, "professor da Corte", "general" e "bibliotecário da rainha",[3] assessorando os príncipes Augusto Frederico, Duque de Sussex e Cristiano Augusto, Príncipe de Waldeck em suas estadas em Portugal.[4][5]
- Tomás Peter ou Tomás Pedro Möller: morreu solteiro e sem descendência.
- Georg Peter ou Jorge Pedro Möller (Lisboa, 5/3/1774-23/3/1827): foi um rico comerciante, morando no Palácio Mitra (Junqueira) e mudando-se para o Palácio dos Condes da Ponte. Realizava festas "de grande gosto e estilo"[1] as com os mais seletos convidados, principalmente aos domingos. Teve 13 filhos com sua sobrinha, Dorotéia, filha de Ana Isabel.

Dentre seus netos, destacam-se:

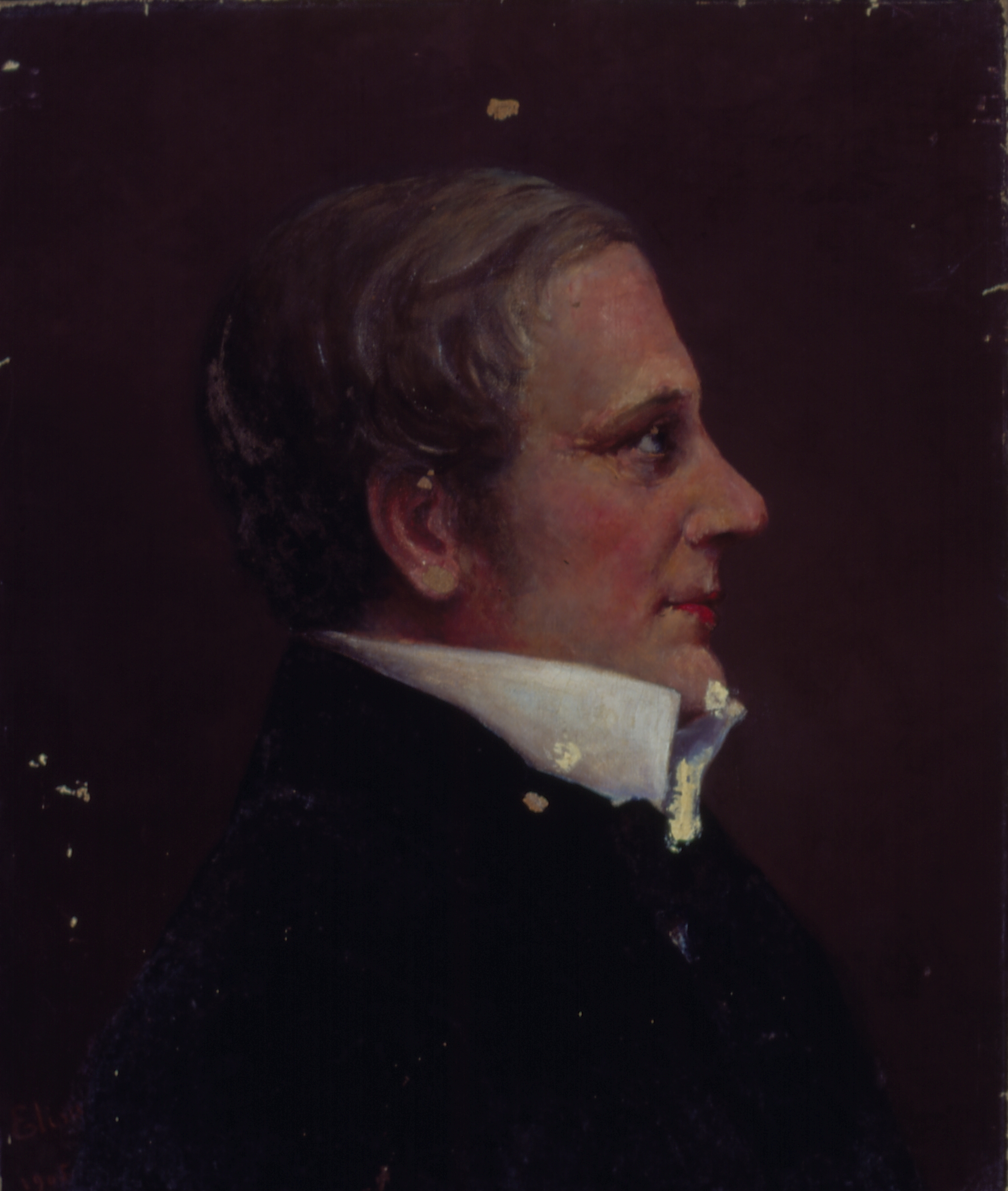
Marechal Daniel Pedro Müller, neto de Möller

- Marechal Daniel Pedro Müller, neto de MöllerMarechal Daniel Pedro Müller, filho de Ana Isabel e João Guilherme Christiano Müller, assessor de Dom Pedro I e Governador de Armas da Província de Santa Catarina. Segundo o filho do Visconde de Taunay, Affonso, Daniel Pedro Müller é o "Patriarcha da Estatística no Brasil", devendo ter seu retrato a "figurar sempre nas repartições onde se cultiva a sciencia [estatística]".[6]
- Guilhermina Müller, filha de Ana Isabel e João Guilherme Christiano Müller, casou-se com Adolfo Frederico Lindenberg. Comerciante, nasceu em 1768, na cidade de Lübeck, estabelecendo-se em Lisboa por finais do século XVIII. Em Portugal, desempenhou as funções de cônsul-geral das Cidades Hanseáticas; presidente da Congregação Evangélica Alemã; secretário, tesoureiro e presidente da Irmandade de São Bartolomeu e foi um dos fundadores do Cemitério Alemão. Adolfo foi tutor dos filhos do barão de Wiederhold, tendo sido membro da Real Academia das Ciências e um notável bibliófilo, a herdar parte da biblioteca de seu sogro, João Guilherme Christiano Muller, general de Portugal, Johann Caspar Lindenberg, sogro de Guilhermina, foi burgomestre e senador de Lübeck.[7]
- Henrique Möller, filho de Jorge Pedro Möller, nasceu em Lisboa, no dia 30/03/1811. Foi negociante e contabilista do Banco Mercantil do Porto, sendo marido de Henriqueta Sophie Lindenberg e pai de Adolfo Frederico Lindenberg Möller.

### Outros descendentes
- Adolfo Frederico Möller (Lisboa, 31/10/1842-20/6/1920): neto de Jorge Pedro Möller, bisneto de Henrique Möller e João Guilherme Christiano Müller, foi um naturalista. Mudou-se para a Alemanha em 1857, onde se formou em Silvicultura, regressando a Portugal em 1860, para a Administração-Geral das Matas do Reino. Foi Inspector do Jardim Botânico de Coimbra. Publicou vários trabalhos em Portugal e na Alemanha, tendo feito um levantamento na Ilha de São Tomé, trazendo mais de mil espécies animais e vegetais, além de uma larga coleção mineralógica e etnográfica. Deixou seu nome em várias espécies animais e vegetais. Além disso, Adolfo foi sócio da Sociedade Farmacêutica Lusitana, da Sociedade de Geografia e da Sociedade Promotora da Indústria Fabril.[1] Segundo o Livro de Outro da Nobreza, casou com Matilde Coelho.[8]
- Adolfo Henrique de Lemos Möller, Diretor-Geral das Contribuições e Impostos, em Portugal;
- Cristiano Frederico Möller, Capitão de Infantaria na Inglaterra;
- Damon Basílio Müller de Sousa, genro do  2° Visconde de S. Tiago de Cayola.

## Heráldica da Família Möller
As armas da família Möller têm cor prata e meia roda azul. Seu timbre é tradicionalmente caracterizado por Netuno nascente, usando coroa e tridente de ouro, à destra.

Na obra do Conde de Castro e Sola, Cerâmica Brasonada, encontra-se a reprodução de um serviço de lavatório com o brasão dos Möller. Parte de tal conjunto encontrava-se na coleção do comerciante e colecionador Heinrich Katzenstein.

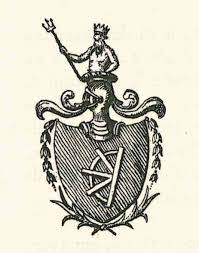
Brasão da família Möller, de Lisboa.

## Sepultamento

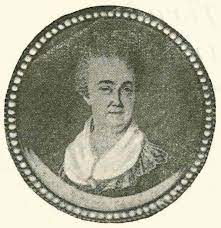
Anna Dorothea Möller (b. Roocks), esposa de Henrique.

Henrique Möller e D. Ana Doroteia morreram em terras portuguesas e foram sepultados no Cemitério Inglês de Lisboa. Tal como sua filha, Ana Isabel.
Seus filhos Tomás e Jorge Pedro, por sua vez, foram sepultados no Cemitério Alemão de Lisboa.